# Liste der Stolpersteine in Meierijstad
Die Liste der Stolpersteine in Meierijstad umfasst die Stolpersteine, die in Meierijstad verlegt wurden, einer Gemeinde in der niederländischen Provinz Noord-Brabant. Stolpersteine sind ein Projekt des deutschen Künstlers Gunter Demnig. Sie sind Opfern des Nationalsozialismus gewidmet, all jenen, die vom NS-Regime drangsaliert, deportiert, ermordet, in die Emigration oder in den Suizid getrieben wurden. Demnig verlegt für jedes Opfer einen eigenen Stein, im Regelfall vor dem letzten selbst gewählten Wohnsitz.
Die Verlegung der Stolpersteine wird durch die Stichting Struikelstenen Meierijstad (Stiftung Stolpersteine Meierijstad) organisiert. Die erste Verlegung in dieser Gemeinde erfolgte am 3. April 2022 in Veghel.

## Verlegte Stolpersteine
In Veghel, einer früher eigenständigen Gemeinde, heute zur Gemeinde Meierijstad gehörend, liegen siebzehn Stolpersteine, die aller in Veghel wohnhaften und im Holocaust ermordeten Jüdinnen und Juden gedenken.
| Stolperstein | Übersetzung                                                                                           | Verlegort                | Name, Leben                           |
| ------------ | --- | ------------------------ | ------------------------------------- |
|              | HIER WOHNTE JOSEPH DE GROOT GEB. 1860 DEPORTIERT 1943 AUS WESTERBORK ERMORDET 30.4.1943 SOBIBOR       | Veghel, NCB-laan 6       | Joseph de Groot, auch Job (1860–1943) |
|              | HIER WOHNTE ROSA MEIJER-DE GROOT GEB. 1868 DEPORTIERT 1943 AUS WESTERBORK ERMORDET 14.5.1943 SOBIBOR  | Veghel, NCB-laan 6       | Rosa Meijer-de Groot (1868–1943)      |
|              | HIER WOHNTE NICO WOLF GEB. 1919 DEPORTIERT 1942 AUS WESTERBORK ERMORDET 31.3.1944 MITTELEUROPA        | Veghel, Gasthuisstraat 5 | Nico Wolf (1919–1944)                 |
|              | HIER WOHNTE NICO NATHAN WOLF GEB. 1915 DEPORTIERT 1942 AUS WESTERBORK ERMORDET 31.3.1944 MITTELEUROPA | Veghel, Gasthuisstraat 5 | Nico Nathan Wolf (1915–1944)          |

## Verlegedaten (unvollständig)
- 3. April 2022
- 21. Mai 2023